# Pseudotrogulus funebris
Pseudotrogulus funebris is een hooiwagen uit de familie Gonyleptidae.